# نقص تنسج الثدي
نقص تنسج الثدي أو عدم تنسج الثدي هو مصطلح طبي يصف نقص تنسج الثدي بعد بلوغ المرأة. وحيث أنه من المستحيل تحديد حجم «طبيعي» للثدي، لذلك لا يوجد تعريف موضوعي لنقص تنسج الثدي. ينمو الثدي في تلك الحالة المرضية بصورة غير متماثلة أو قد ينمو بشكل صغير. قد تكون تلك الحالة عيبًا خلقيًا مرتبطًا بالشذوذات الكامنة في العضلة الصدرية (كما هو الحال في متلازمة بولاند)، أو مرتبطًا بالصدمة أو العلاج الإشعاعي أو قد تكون الوصف الجمالي أكثر ذاتية.
ينطوي نمو الثدي بشكل صغير على تناقض بين صورة جسم الشخص، الصورة الداخلية لحجم وشكل الثدي المناسب أو المرغوب فيه. تختلف المثل المجتمعية في تحديد حجم الثدي مع مرور الوقت، ولكن هناك العديد من الأفكار المتصورة التي تنطوي على أهمية حجم وشكل الثدي وجاذبيته الجنسية وارتباطه بهوية الأنثى عبر الثقافات المختلفة.

## الأسباب
يمكن أن ينتج نقص تنسج الثدي نتيجةً لعيب خلقي، والذي قد يشمل في تلك الحالة أحد الثديين أو كلاهما. وتشمل الأسباب الخلقية متلازمة الزنجار الثديية (الناجمة عن طفرة في جين TBX3، متلازمة بولاند، متلازمة تيرنر، وفرط تنسج الكظرية الخلقي. توجد أيضًا بعض التقارير الخاصة بحالة من نقص تنسج الحلمات العائلي وعدم تخلق الحلمات المرتبطة بحالات نقص تنسج الثدي تم وصفها في أب وابنته.
تشمل الأسباب المكتسبة لنقص تنسج الثدي التعرض للإشعاع أثناء مرحلة الطفولة والتدخل الجراحي بإزالة برعم الثدي قبل البلوغ.

## العلاج
يعتبر تكبير الثدي هو الإجراء العلاجي المتبع لعلاج حالات نقص تنسج الثدي، ويعتبر زرع الثدي هو الطريقة الأكثر شيوعًا في عمليات تكبير الثدي. تنطوي التقنيات الأخرى المتاحة على استخدام تقنيات الجراحة الترميمية القائمة على العضلة الظهرية العريضة والعضلة المستقيمة البطنية، وإعادة بناء الثدي المجهري، أو زرع الدهون.
الخيار المحتمل الآخر لعلاج تلك الحالات هو تعزيز هرمونات الثدي، مثل استخدام هرمون الإستروجين.